# Almeria dentata
Almeria dentata är en fjärilsart som beskrevs av Lucas 1907. Almeria dentata ingår i släktet Almeria och familjen mätare. Inga underarter finns listade i Catalogue of Life.